# Claudio Lodati
Claudio Lodati (Torino, 1954) è un chitarrista italiano di jazz moderno.

## Biografia
Fonda a vent'anni con altri musicisti torinesi (Enrico Fazio, Carlo Actis Dato, Fiorenzo Sordini) l'Art Studio, gruppo storico del jazz moderno.
Ha partecipato a vari festival in Italia, Europa (Francia, Svizzera, Germania, Inghilterra, Jugoslavia, Polonia) in USA, Canada e Senegal.
Oltre a varie collaborazioni, tra cui Ellen Christi, Antonello Salis, Maria Pia De Vito, Fred Frith, Hervé Bourde, Tiziana Ghiglioni, Habib Faye, si è dedicato a vari progetti originali, come Dac'Corda e Vocal Desires.

## Discografia parziale
- Art Studio - The Complete CMC Sessions
- Dac'Corda - Corsari
- Dac'Corda - "Chance"
- Lodati/Christi - "Dreamers"
- Vocal Desires - Express
- Lodati solo - Secret Corners